# Rötliche Kätzcheneule

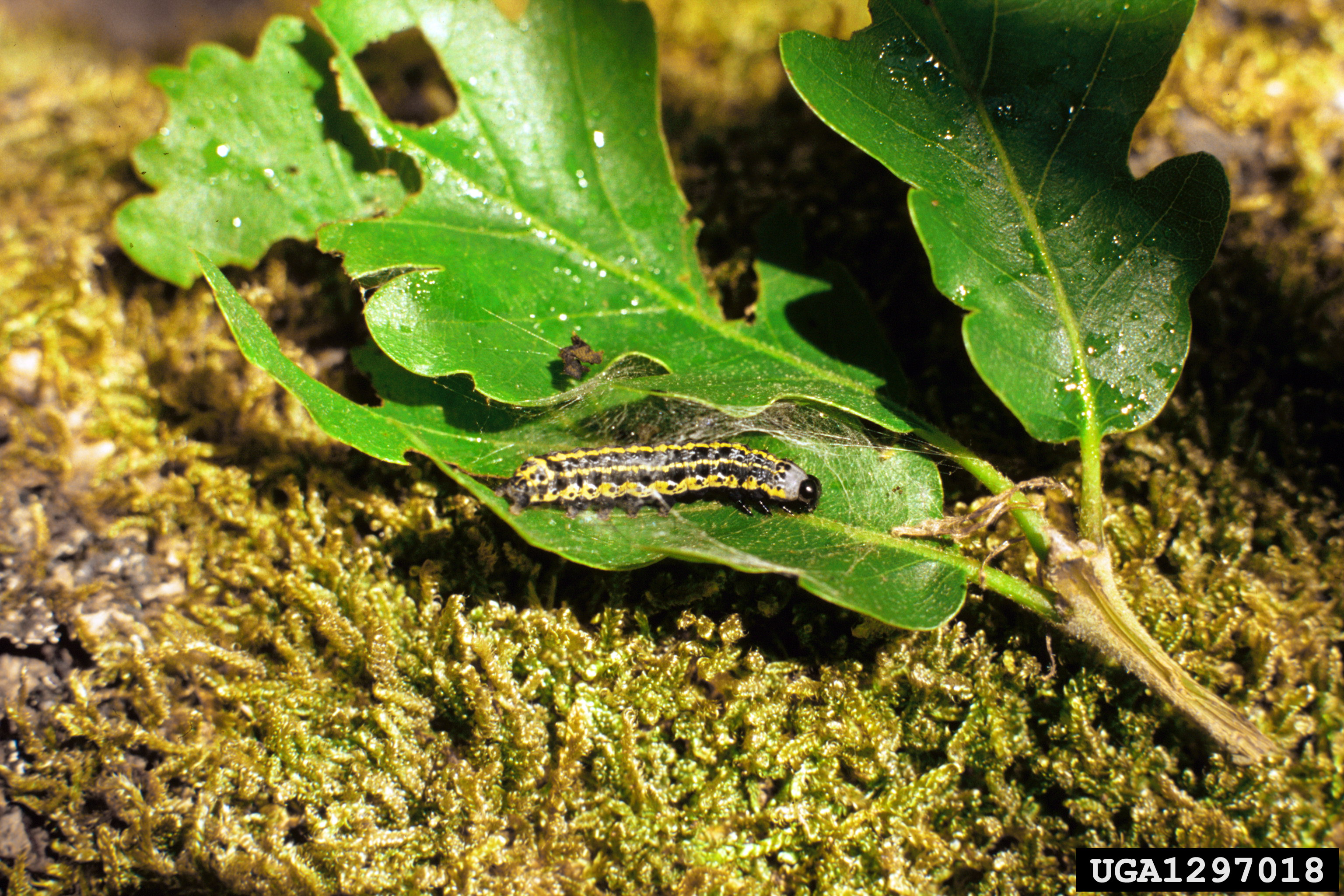
Raupe der Rötlichen Kätzcheneule

Die Rötliche Kätzcheneule (Orthosia (Monima) miniosa, Syn.: Taeniocampa miniosa), auch als Gelblichrote Frühlingseule oder Eichenwald-Frühlingseule bezeichnet, ist ein Schmetterling (Nachtfalter) aus der Familie der Eulenfalter (Noctuidae).

## Merkmale

### Falter
Die Flügelspannweite der Falter beträgt 30 bis 39 Millimeter. Die Grundfarbe der Vorderflügel reicht von gelblich, ocker oder braunorange bis zu rötlich. Ring- und Nierenmakel sind leicht bräunlich verdunkelt und hell umrandet. Das Mittelfeld ist in der Regel rotbraun verdunkelt und beidseitig von gewellten Querlinien scharf begrenzt. Dadurch ist die Art unverwechselbar. Exemplare mit deutlich rotem Mittelfeld werden als f. rubricosa bezeichnet. Die Hinterflügel sind zeichnungslos weißlich.

### Ei
Das halbkugelige Ei hat eine graugelbe Farbe und ist mit deutlichen Rippen versehen.

### Raupe
Erwachsene Raupen zeigen schwarze Flecke und gelbe Streifen auf graublauem Grund sowie schwarze Punktwarzen.

### Puppe
Die schwarzbraune Puppe ist durch zwei Spitzen am kurzen Kremaster gekennzeichnet.

## Geographische Verbreitung und Lebensraum
Das Vorkommen der Art erstreckt sich durch das mittlere Europa und weiter östlich bis nach Kleinasien, den Westiran und Transkaukasien. In den Alpen steigt sie auf Höhen von bis zu 1100 Metern. Die Rötliche Kätzcheneule ist bevorzugt in Laub- und Mischwäldern sowie an buschigen Waldrändern anzutreffen.

## Lebensweise
Die Falter sind dämmerungs- und nachtaktiv und besuchen zahlreich künstliche Lichtquellen sowie Köder, bevorzugen zur Nahrungsaufnahme jedoch blühende Weidenkätzchen und wurden auch saugend an Baumsäften und frischen Knospen beobachtet. Ihre frühe Flugzeit verläuft weitestgehend parallel zur Weidenblüte (Salix) und umfasst überwiegend die Monate April und Mai. Die Raupen sind im Mai und Juni zu finden. Sie leben zunächst gesellig, später in kleinen Gruppen und verbergen sich gerne in versponnenen Blättern. Die erwachsenen Tiere leben einzeln. Sie ernähren sich polyphag von den Blättern verschiedener Bäume und Sträucher, insbesondere von Eichenarten (Quercus), aber auch von Prunus-, Rubus- und Weißdornarten (Crataegus). Die Art überwintert als Puppe.

## Gefährdung
Die Rötliche Kätzcheneule ist in Deutschland in allen Bundesländern vertreten und wird gebietsweise auf der Roten Liste gefährdeter Arten in Kategorie 3 (gefährdet) eingestuft.